# Коктал (Туркестанская область)
Коктал (каз. Көктал) — село в Сарыагашском районе Туркестанской области Казахстана. Входит в состав Алимтауского сельского округа. Код КАТО — 515439300.

## Население
В 1999 году население села составляло 187 человек (98 мужчин и 89 женщин). По данным переписи 2009 года, в селе проживало 157 человек (88 мужчин и 69 женщин).